# Liste der Kulturgüter in Rossa
Die Liste der Kulturgüter in Rossa enthält alle Objekte in der Gemeinde Rossa im Kanton Graubünden, die gemäss der Haager Konvention zum Schutz von Kulturgut bei bewaffneten Konflikten, dem Bundesgesetz vom 20. Juni 2014 über den Schutz der Kulturgüter bei bewaffneten Konflikten sowie der Verordnung vom 29. Oktober 2014 über den Schutz der Kulturgüter bei bewaffneten Konflikten unter Schutz stehen.
Objekte der Kategorien A und B sind vollständig in der Liste enthalten, Objekte der Kategorie C fehlen zurzeit (Stand: 1. Januar 2023).

## Kulturgüter
| Foto |                                                                | Objekt | Kat. | Typ | Standort                     | Beschreibung |
| ---- | -------------------------------------------------------------- | --- | ---- | --- | ---------------------------- | ------------ |
| BW   | Datei hochladen · Wikidata zu Kirche Santa Domenica (Q3673036) | Katholische Pfarrkirche Santa Dominica und Beinhaus / Chiesa parrocchiale cattolica di Santa Domenica e ossario KGS-Nr.: 03177  | A    | G   | Mulattiera 2 729630 / 134746 |              |
| BW   | Datei hochladen · Wikidata zu Haus Spadini Nr. 95 (Q29784977)  | Haus Spadini / Casa Spadini KGS-Nr.: 03178                                                                                      | B    | G   | Stradon 88 729903 / 136173   |              |
| ja   | Datei hochladen · Wikidata zu (Q3668209)                       | Katholische Pfarrkirche Santi Giuseppe e Antonio di Padova / Chiesa cattolica Santi Giuseppe e Antonio di Padova KGS-Nr.: 03179 | B    | G   | Via Frott 1 729890 / 136209  |              |